# Tagalog (ethnie)

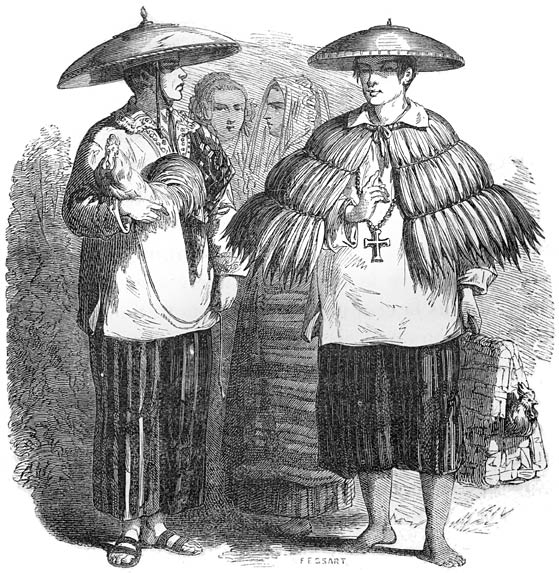
Costumes Tagalog au début du XIXe siècle.
Aventures d'un gentilhomme breton aux îles Philippines, par Paul de La Gironière, 1855.

Les Tagalog sont un groupe ethnique austronésien et l'un des principaux des Philippines, qui compte environ 30 millions de personnes. Leur nom provient du terme local taga ilog, qui signifie « ceux qui vivent près de la (ou d'une) rivière », ou « ceux qui viennent de la rivière ».
Cette ethnie est majoritaire dans les provinces d'Aurora, Bataan, Batangas (qui serait leur région d'origine), Cavite, Bulacain, Laguna, Grand Manille, Nueva Ecija, Mindoro occidental, Mindoro oriental, Quezon, Camarines Norte, Marinduque et Rizal. D'autres provinces, comme celles de Palawan, Tarlac et Zambales, comportent des minorités Tagalog significatives.